# Содовый выпрямитель
Содовый выпрямитель — электролитический выпрямитель переменного тока, использующий свойство односторонней проводимости алюминиевого электрода в растворе пищевой соды. Это явление открыто в 1855 году Уитстоном.

## Принцип действия и устройство
На электроде из чистого алюминия в растворе соды в ходе предварительного формования образуется тонкая плёнка окиси, обладающая односторонней проводимостью, а именно, когда алюминий становится анодом (положительным электродом), ток протекает, а при отрицательном потенциале на алюминии ячейка не проводит. Вторым электродом в выпрямительной ячейке обычно служит свинец по причине своей стойкости в водных растворах электролитов, но также может использоваться железо или уголь. Физика процесса состоит в том, что плёнка окиси-гидрокиси на алюминиевом электроде покрыта микроскопическими заполненными электролитом канальцами, но непосредственного соприкосновения с металлом электролит не имеет благодаря пузырькам газа, закупоривающим канальцы. При отрицательном потенциале алюминиевого электрода электроны без труда пронизывают окисную плёнку и выходят в электролит через канальцы, а при перемене полярности тяжёлые и крупные отрицательные ионы этого сделать не могут.
Практическая плотность тока на алюминиевом электроде рекомендуется 5 мА/см², площадь свинцового электрода не имеет существенного значения, но обычно её делают не меньше площади алюминиевого. При превышении указанной плотности тока выпрямитель перегревается, может закипеть и полностью выйти из строя.
На практике содовые выпрямители обыкновенно выдерживают напряжение 120 В на ячейку, то есть, выпрямитель на 220 В должен состоять как минимум из двух ячеек и т. д. Возможно использование содовых выпрямителей в схеме Латура с двухполупериодным удвоением напряжения.
Количество электролита берут 1,5 литра на каждый квадратный дециметр поверхности, концентрация соды в электролите — 7—8 % по массе. Полезно смазать края используемой банки какой-либо гидрофобной (жирной) смазкой, чтобы избежать выползания солей по мере испарения электролита, а во избежание испарения воды залить в выпрямитель минеральное масло. 
Алюминий необходимо использовать сколь возможно чистый, электролит желательно готовить на дистиллированной воде.
Алюминиевый электрод размещают в банке низко для лучшего охлаждения за счёт конвекции, но пластина должна отстоять ото дна на 10—15 мм и находиться под поверхностью электролита на глубине, равной или больше высоты пластины, поэтому пластины выгодно применять низкие и широкие. Также не следует размещать пластины близко к стенкам сосуда. Расположение свинцового электрода и расстояние между ним и алюминиевым значительной роли не играет.
Вывод алюминиевого электрода необходимо делать единым целым с пластиной, потому что в приклёпанных выводах со временем ухудшается электрический контакт. Также вывод следует изолировать лентой или трубкой, чтобы предотвратить перетравливание его на границе электролита с воздухом.
Формовку алюминиевого электрода проводят после тщательной очистки его мелкой наждачной бумагой и предварительного обезжиривания в ½—¼ % растворе едкого натра. Электроды попарно погружают в такой же электролит, какой применяется в выпрямителях, и включают в цепь переменного тока напряжением не более 120 В, причём поначалу необходимо использовать балластный реостат, лампочку или регулятор напряжения, поскольку сопротивление неотформованного выпрямителя весьма мало. Формовка при пониженном напряжении происходит медленно, поэтому желательно контролировать силу тока и выводить реостат (прибавлять напряжение) по мере роста окисного слоя. По ходу формовки пластина приобретает равномерный серебристо-серый цвет, если же окраска распространяется пятнами, электрод следует ещё раз тщательно обезжирить. Для формования большого количества пластин их можно включать параллельно.

## Использование и обслуживание[2]
Выпрямитель необходимо включать вхолостую для подформовки на 5—10 минут перед пуском под нагрузкой.
По мере испарения воды из электролита выпрямители необходимо доливать дистиллированной или кипячёной водой.
Каждые 2—3 месяца следует заменять электролит свежим.

## Достоинства и недостатки
Содовый выпрямитель:
- чрезвычайно дешёв по сравнению с любыми другими выпрямителями и пригоден для самостоятельного изготовления,
- не содержит движущихся частей и контактов, в отличие от умформеров и синхронных преобразователей,
- не содержит ртути и других опасных и ядовитых веществ, в отличие от газотронов, экситронов и игнитронов,
- не имеет накаленного катода и не требует тока накала, в отличие от кенотронов и газотронов,
- обладает значительной собственной ёмкостью, что уменьшает требования к сглаживающему фильтру.

Недостатками выпрямителя являются:
- значительные габариты (мостовой выпрямитель на 480 В 300 мА состоит из 16 банок и содержит 40 литров электролита),
- стационарная, непригодная к перемещению конструкция,
- хрупкость стеклянных сосудов,
- необходимость смены электролита и доливки,
- невысокое обратное и заметное прямое сопротивления, то есть общий низкий коэффициент выпрямления,
- наличие противо-ЭДС величиной 2—3 В[1],
- невысокая перегрузочная способность (плотность тока не более 8 мА/см²)[1],
- невысокая теплостойкость — при нагревании электролита до 70 °C выпрямитель теряет одностороннюю проводимость[1].